# Breira
Breira là một đô thị thuộc tỉnh Chlef, Algérie. Dân số thời điểm năm 2002 là 11.808 người.